# 松岡佑季
佑季（ゆうき、1988年5月31日 - ）は、日本の俳優、タレントである。VAZ所属。
神奈川県出身。かつてはスターダストプロモーションに所属していた。旧芸名は大竹 佑季（おおたけ ゆうき）、松岡 佑季（まつおか ゆうき）。

## 略歴
中学生のときに芸能界入りをした。スターダストプロモーションのダンス&ボーカルユニット・Jamming Flow（2005年10月活動休止）、俳優ユニット・DAKARA☆S!!（2008年活動休止）の元メンバーである。
2004年から2008年まで、舞台『ミュージカル テニスの王子様』に出演。出演継続中の2006年に、大竹佑季から松岡佑季に改名した。『ミュージカル テニスの王子様』公式サイトの一部では、両方の名の表記がある。
2010年8月、俳優集団NAKED BOYZの結成メンバーとなる。2012年はミュージカル『甲子園だけが高校野球ではない』など、3作の舞台で主演や座長を務めた。
2015年8月、NAKED BOYZを卒業。2016年1月頃にスターダストプロモーションを退所。
2023年1月27日、VAZに所属することと、佑季へ改名することを発表した。

## 出演

### テレビドラマ
- どんまい! 第5週（2005年12月、NHK） - 小津マモル 役
- おとなの眼鏡「ミライ」（2006年11月、千葉テレビ） - 遠矢順太 役
- Cafe吉祥寺で（2008年11月 - 12月、テレビ東京） - 和哉 役
- あたしたちの桃色日記 第5回「Cappuccino〜弟のトモダチ〜」（2009年3月、BS11） - 泰輔 役
- 土曜ワイド劇場 西村京太郎トラベルミステリー53・山形新幹線つばさ111号の殺人（2010年2月、テレビ朝日）- 山口哲也 役
- ドラマW パーフェクト・ブルー（2010年2月、WOWOW） - 諸岡克彦 役
- もやしもん（2010年7月 - 9月、フジテレビ）
- ろくでなしBLUES 第5話・6話（2011年8月、日本テレビ）
- はつ恋 第3話（2012年6月、NHK）

### 映画
- マッスルヒート（2002年） - アキラ 役
- 死霊波（2005年）
- ガチバン アルティメイタム（2011年）
- ガチバン アルティメイタム2（2011年）
- 神☆ヴォイス（2011年） - デカメガネ菊池 役
- ガチバン クロニクル（2014年）

### 舞台
- ミュージカル テニスの王子様（2004年 - 2008年） - 金田一郎 役
  - More than Limit聖ルドルフ学院
  - in winter2004-2005 side山吹 feat.聖ルドルフ学院
  - Dream Live 2nd
  - The Imperial Match 氷帝学園 in winter 2005-2006
  - Dream Live 4th
  - Dream Live 5th
- 新撰組異聞PEACE MAKER（2009年5月、東京芸術劇場小ホール2） - 沖田総司 役
- BADMAN（2011年7月、新宿FACE）
- シャッフル（2011年10月 - 11月、東京タワーA2ホール）
- スーパーミュージカル『聖闘士星矢』 再公演（2011年12月、天王洲 銀河劇場） - 矢座の魔矢 役
- 神☆ヴォイス 〜Go!Go!Dreamers!!〜（2012年3月、MAKOTOシアター銀座） - 菊池寛（デカメガネ菊池） 役
- 淑女（レディ）のお作法（2012年6月、池袋GEKIBA） - 坂東吾郎 役
- 甲子園だけが高校野球ではない（2012年9月、森ノ宮ピロティホール） - 主演
- 青木さん家の奥さん（2012年10月、築地ブディストホール） - 新入り 役
- 男子ing!!（2012年11月、SPACE107） - タクヤ 役
- 母の桜が散った夜（2013年4月、SPACE107）
- 佐川男子（2013年5月、築地ブディストホール） - 松木潤 役
- 甲子園だけが高校野球ではない2013（2013年9月、サーティホール） - 主演
- 天の赦すところ（2013年9月、仙台電力ホール/日本橋公会堂） - 伊達秀宗 役
- オカマーズ9（2013年10月、築地ブディストホール） - 竜二 役
- クローゼットZERO（2014年6月、神保町花月）
- タイムスリップファーザー（2014年8月、中野ザ・ポケット）
- 獅子（2014年9月、シアターグリーン）
- ギャング アワー（2014年10月、シアターモリエール）
- 鳴かぬなら…（2014年10月、シアターサンモール）
- CHANGING〜二つの行方〜（2014年12月、築地ブディストホール）
- 朗読劇 美男子劇場（2015年5月、築地ブディストホール）

### テレビアニメ
- 侵略!?イカ娘 第10話（2011年12月、テレビ東京） - 男B 役

### バラエティ
- 水10! ワンナイR&R（2005年、フジテレビ） - 「もんじゃろ学園物語」生徒 役
- 美男子界（2012年4月 - 2013年6月、NOTTV） - レギュラー

### ラジオドラマ
- 美男子劇場「会議室で起きている」（2015年2月、JFNC）

### ミュージックビデオ
- YUI「I'll be」（2009年）

### CM
- AOKI（2006年）
- オーディオテクニカ ヘッドフォン（2006年）
- サントリー「C.C.Lemon」料理男子時代篇（2010年）
- アフラック「通院保障」篇（2013年）